# Mandenovia komarovii
Mandenovia komarovii är en flockblommig växtart som först beskrevs av Ida P. Mandenova, och fick sitt nu gällande namn av Alava. Mandenovia komarovii ingår i släktet Mandenovia och familjen flockblommiga växter. Utöver nominatformen finns också underarten M. k. crenatiloba.